# カーク・ニューエンハイス
- カーク・ニューウェンハイス

カーク・ロバート・ニューエンハイス（Kirk Robert Nieuwenhuis, 1987年8月7日 - ）は、 アメリカ合衆国・カリフォルニア州ロサンゼルス郡サンタモニカ出身のプロ野球選手（外野手）。右投左打。2019年現在は、独立リーグ・アトランティックリーグのロングアイランド・ダックス所属。
メディアによっては「ニューウェンハイス」とも表記される。

## 経歴
2008年のMLBドラフト3巡目（全体100位）でニューヨーク・メッツから指名され、プロ入り。
2012年4月7日に故障者リスト入りしたアンドレス・トーレスに代わって昇格し、その日のアトランタ・ブレーブス戦でメジャーデビューを果たした。6月中旬以降は打率が急降下し、7月30日に傘下のAAA級バッファロー・バイソンズへ降格した。8月6日に足底筋膜を痛めて離脱し、シーズン終了まで復帰できなかった。
2015年5月19日にDFAとなった。5月28日に金銭トレードで、ロサンゼルス・エンゼルス・オブ・アナハイムに移籍した。6月10日にDFAとなった。6月13日にウェイバー公示を経てメッツに復帰した。15日に40人枠を外れる形でAAA級ラスベガス・フィフティワンズに配属されたが、7月6日にメジャー契約を結んで昇格した。昇格当日のサンフランシスコ・ジャイアンツ戦に6番・左翼手で先発出場した。7月12日のアリゾナ・ダイヤモンドバックス戦には5番・左翼手でスタメン出場し、1試合3本塁打を記録する大活躍を見せた。しかし総じては低調であり、復帰後64試合に出場して打率.208・4本塁打・13打点・2盗塁という成績に終わった。一方、外野守備ではいい働きを見せ、3ポジションを合算で41試合守り無失策・DRS + 4という安定感を誇った。なお、エンゼルスとの通算では74試合に出場し、打率.195・4本塁打・14打点・OPS0.645・2盗塁という成績だった。打率.200未満に終わったのは、自身2度目であった。12月23日にウェイバー公示を経てミルウォーキー・ブルワーズへ移籍した。
2016年、ブルワーズでは中堅手のレギュラーのような位置づけで起用され、125試合に出場。13本塁打を放ち、パワーの素質を見せたが、打率.209・出場試合数を超える133三振等、むしろ粗い面が目立った。また、盗塁17回を試みて成功したのは8回で、盗塁技術でも未熟さが見えた。低レベルだった打撃に反してセンターの守備は上質で、83試合で守りに就いて無失策・DRS +2・UZR +5.2という好成績だった。一方で28試合で入った右翼手の守備は不安定で、3失策・守備率.914・DRS -1・UZR -2.1と、センターよりもかなり劣った。左翼手は5試合だけだった。
2017年、開幕から15試合の出場で25打数2安打と不振で、4月21日にDFAとなり、23日に40人枠から外れる形でAAA級コロラドスプリングス・スカイソックスへ配属された。7月29日にメジャー契約を結んでアクティブ・ロースター入りした。7月31日に再びDFAとなり、8月3日に40人枠から外れる形でAAA級コロラドスプリングスへ配属された。
2018年1月16日にシアトル・マリナーズとマイナー契約を結び、同年のスプリングトレーニングに招待選手として参加することになった。
2019年3月19日に独立リーグ・アトランティックリーグのロングアイランド・ダックスと契約。

## 詳細情報

### 年度別打撃成績
| 年 度    | 球 団    | 試 合 | 打 席 | 打 数 | 得 点 | 安 打 | 二 塁 打 | 三 塁 打 | 本 塁 打 | 塁 打 | 打 点 | 盗 塁 | 盗 塁 死 | 犠 打 | 犠 飛 | 四 球 | 敬 遠 | 死 球 | 三 振 | 併 殺 打 | 打 率 | 出 塁 率 | 長 打 率 | O P S |
| -------- | -------- | ----- | ----- | ----- | ----- | ----- | -------- | -------- | -------- | ----- | ----- | ----- | -------- | ----- | ----- | ----- | ----- | ----- | ----- | -------- | ----- | -------- | -------- | ----- |
| 2012     | NYM      | 91    | 314   | 282   | 40    | 71    | 12       | 1        | 7        | 106   | 28    | 4     | 4        | 3     | 2     | 25    | 0     | 2     | 98    | 2        | .252  | .315     | .376     | .691  |
| 2013     | NYM      | 47    | 108   | 95    | 10    | 18    | 3        | 1        | 3        | 32    | 14    | 2     | 0        | 0     | 1     | 12    | 1     | 0     | 32    | 1        | .189  | .278     | .337     | .615  |
| 2014     | NYM      | 61    | 130   | 112   | 16    | 29    | 14       | 1        | 3        | 54    | 16    | 4     | 0        | 0     | 2     | 16    | 3     | 0     | 39    | 1        | .259  | .346     | .482     | .828  |
| 2015     | LAA      | 10    | 24    | 22    | 4     | 3     | 2        | 0        | 0        | 5     | 1     | 0     | 1        | 0     | 0     | 2     | 0     | 0     | 9     | 0        | .136  | .208     | .227     | .436  |
| 2015     | NYM      | 64    | 117   | 106   | 17    | 22    | 9        | 0        | 4        | 43    | 13    | 2     | 1        | 0     | 0     | 8     | 0     | 3     | 40    | 2        | .208  | .282     | .406     | .688  |
| '15計    | NYM      | 74    | 141   | 128   | 21    | 25    | 11       | 0        | 4        | 48    | 14    | 2     | 2        | 0     | 0     | 10    | 0     | 3     | 49    | 2        | .195  | .270     | .375     | .645  |
| 2016     | MIL      | 125   | 392   | 335   | 38    | 70    | 18       | 1        | 13       | 129   | 44    | 8     | 9        | 0     | 0     | 56    | 1     | 1     | 133   | 5        | .209  | .324     | .385     | .709  |
| 2017     | MIL      | 16    | 31    | 26    | 3     | 3     | 1        | 0        | 1        | 7     | 1     | 0     | 0        | 0     | 0     | 4     | 0     | 1     | 15    | 0        | .115  | .258     | .269     | .527  |
| MLB：6年 | MLB：6年 | 414   | 1116  | 978   | 128   | 216   | 59       | 4        | 31       | 376   | 117   | 20    | 15       | 3     | 5     | 123   | 5     | 7     | 366   | 11       | .221  | .311     | .384     | .695  |

- 2017年度シーズン終了時

### 背番号
- 9（2012年 - 2015年、エンゼルス在籍時を除く）
- 22（2015年エンゼルス在籍時）
- 10（2016年 - 2017年）